# Discographie de Dream Theater
La discographie de Dream Theater, groupe de metal progressif américain, comprend l'ensemble des disques publiés au cours de leur carrière. Cette discographie est composée de dix-huit albums (studio, en concert et compilation), sept films et dix-huit singles. Le groupe est actuellement composé de James LaBrie au chant, de John Petrucci à la guitare, de John Myung à la basse, de Jordan Rudess au clavier et de Mike Portnoy à la batterie.

## Albums

### Albums studio
| Titre                                   | Détails                                                                             | Classement des ventes | Classement des ventes | Classement des ventes | Classement des ventes | Classement des ventes | Classement des ventes | Classement des ventes | Classement des ventes | Classement des ventes | Classement des ventes | Certifications |
| Titre                                   | Détails                                                                             | ALL                   | É-U                   | FIN                   | FRA                   | JAP                   | NOR                   | P-B                   | R-U                   | SUÈ                   | SUI                   | Certifications |
| --------------------------------------- | ----------------------------------------------------------------------------------- | --------------------- | --------------------- | --------------------- | --------------------- | --------------------- | --------------------- | --------------------- | --------------------- | --------------------- | --------------------- | -------------- |
| When Dream and Day Unite                | - Sortie : 6 mars 1989 - Label : MCA Records - Format(s) : CD, LP, K7               | —                     | —                     | —                     | —                     | 98                    | —                     | —                     | —                     | —                     | —                     |                |
| Images and Words                        | - Sortie: 7 juillet 1992 - Label: Atco Records - Format(s): CD, LP, K7              | 94                    | 61                    | —                     | —                     | 30                    | —                     | —                     | —                     | —                     | —                     | : Or           |
| Awake                                   | - Sortie : 4 octobre 1994 - Label : East West Records - Format(s) : CD, LP, K7      | 15                    | 32                    | —                     | —                     | 7                     | —                     | 33                    | 65                    | 5                     | 12                    | : Platine      |
| Falling into Infinity                   | - Sortie : 23 septembre 1997 - Label : East West Records - Format(s) : CD, K7       | 9                     | 52                    | 5                     | 42                    | 16                    | 20                    | 16                    | 163                   | 14                    | 43                    |                |
| Metropolis Part 2: Scenes from a Memory | - Sortie : 26 octobre 1999 - Label : Elektra Records - Format(s) : CD, LP, K7       | 8                     | 73                    | 6                     | 40                    | 19                    | 28                    | 28                    | 131                   | 44                    | 44                    |                |
| Six Degrees of Inner Turbulence         | - Sortie : 29 janvier 2002 - Label : Elektra Records - Format(s) : CD, K7           | 12                    | 46                    | 2                     | 17                    | 15                    | 16                    | 14                    | —                     | 12                    | 52                    |                |
| Train of Thought                        | - Sortie : 14 novembre 2003 - Label : Elektra Records - Format(s) : CD, K7          | 16                    | 53                    | 9                     | 24                    | 12                    | 9                     | 21                    | 146                   | 9                     | 44                    |                |
| Octavarium                              | - Sortie : 7 juin 2005 - Label : Atlantic Records - Format(s) : CD, K7              | 15                    | 36                    | 2                     | 18                    | 10                    | 9                     | 9                     | 72                    | 4                     | 25                    |                |
| Systematic Chaos                        | - Sortie : 4 juin 2007 - Label : Roadrunner Records - Format(s) : CD, DVD, LP       | 7                     | 19                    | 3                     | 17                    | 12                    | 3                     | 2                     | 25                    | 5                     | 14                    |                |
| Black Clouds and Silver Linings         | - Sortie : 23 juin 2009 - Label : Roadrunner Records - Format(s) : CD, DVD, LP      | 3                     | 6                     | 1                     | 9                     | 8                     | 7                     | 3                     | 23                    | 3                     | 9                     |                |
| A Dramatic Turn of Events               | - Sortie : 13 septembre 2011 - Label : Roadrunner Records - Format(s) : CD, DVD, LP | 3                     | 8                     | 1                     | 16                    | 8                     | 5                     | 2                     | 17                    | 3                     | 16                    |                |
| Dream Theater                           | - Sortie : 24 septembre 2013 - Label : Roadrunner Records - Format(s) : CD, DVD, LP | 4                     | 7                     | 2                     | 18                    | 10                    | 4                     | 4                     | 15                    | 5                     | 5                     |                |
| The Astonishing                         | - Sortie : 29 janvier 2016 - Label : Roadrunner Records - Format(s) : CD, DVD, LP   | 5                     |                       | 2                     |                       |                       |                       | 4                     | 11                    | 3                     |                       |                |
| Distance over Time                      | - Sortie : 22 février 2019 - Label : InsideOut Music - Format(s) : CD, LP, mp3      |                       |                       |                       |                       |                       |                       |                       |                       |                       |                       |                |
| A View from the Top of the World        | - Sortie : 22 octobre 2021 - Label : InsideOut Music - Format(s) : CD, LP, mp3      |                       |                       |                       |                       |                       |                       |                       |                       |                       |                       |                |
| Parasomnia                              | - Sortie : 7 février 2025 - Label : InsideOut Music - Format(s) : CD, LP, mp3       |                       |                       |                       |                       |                       |                       |                       |                       |                       |                       |                |

### Albums live
| Titre                             | Détails                                                                             | Classement des ventes | Classement des ventes | Classement des ventes | Classement des ventes | Classement des ventes | Classement des ventes | Classement des ventes | Classement des ventes | Classement des ventes | Classement des ventes |
| Titre                             | Détails                                                                             | ALL                   | É-U                   | FIN                   | FRA                   | ITA                   | JAP                   | NOR                   | P-B                   | R-U                   | SUI                   |
| --------------------------------- | ----------------------------------------------------------------------------------- | --------------------- | --------------------- | --------------------- | --------------------- | --------------------- | --------------------- | --------------------- | --------------------- | --------------------- | --------------------- |
| Live at the Marquee               | - Sortie : 3 septembre 1993 - Label : Warner Music Group - Format(s) : CD, LP, K7   | 36                    | —                     | —                     | —                     | 57                    | 36                    | —                     | 57                    | —                     | —                     |
| Once in a LIVEtime                | - Sortie : 27 octobre 1998 - Label : Elektra Records - Format(s) : CD, K7           | 59                    | 157                   | —                     | —                     | —                     | 49                    | —                     | 58                    | —                     | —                     |
| Live Scenes from New York         | - Sortie : 11 septembre 2001 - Label : Elektra Records - Format(s) : CD, K7, DVD    | 71                    | 120                   | —                     | 117                   | —                     | 60                    | —                     | —                     | —                     | —                     |
| Live at Budokan                   | - Sortie : 5 octobre 2004 - Label : Atlantic Records - Format(s) : CD, K7, DVD      | 91                    | —                     | —                     | —                     | —                     | 63                    | —                     | 91                    | —                     | —                     |
| Score                             | - Sortie : 29 août 2006 - Label : Rhino Records - Format(s) : CD, DVD               | 40                    | —                     | 36                    | —                     | 14                    | 50                    | 18                    | 34                    | 94                    | 72                    |
| Chaos in Motion 2007-2008         | - Sortie : 29 septembre 2008 - Label : Roadrunner Records - Format(s) : CD, DVD     | —                     | —                     | —                     | —                     | —                     | —                     | —                     | —                     | —                     | —                     |
| Live at Luna Park                 | - Sortie : 5 novembre 2013 - Label : Eagle Rock Entertainment - Format(s) : CD, DVD | —                     | —                     | —                     | —                     | —                     | —                     | —                     | —                     | —                     | —                     |
| Breaking the Fourth Wall          | - Sortie : 29 septembre 2014 - Label : Roadrunner Records - Format(s) : CD, DVD     | —                     | —                     | —                     | —                     | —                     | —                     | —                     | —                     | —                     | —                     |
| Distant Memories - Live in London | - Sortie : 27 novembre 2020 - Label : InsideOut Music - Format(s) : CD, DVD, LP     | —                     | —                     | —                     | —                     | —                     | —                     | —                     | —                     | —                     | —                     |

### Compilations
| Titre                                            | Détails                                                            | Classement des ventes | Classement des ventes | Classement des ventes | Classement des ventes | Classement des ventes | Classement des ventes | Classement des ventes | Classement des ventes |
| Titre                                            | Détails                                                            | ALL                   | É-U                   | JAP                   | NOR                   | P-B                   | R-U                   | SUÈ                   | SUI                   |
| ------------------------------------------------ | ------------------------------------------------------------------ | --------------------- | --------------------- | --------------------- | --------------------- | --------------------- | --------------------- | --------------------- | --------------------- |
| Greatest Hit (...And 21 Other Pretty Cool Songs) | - Sortie : 1er avril 2008 - Label : Rhino Records - Format(s) : CD | 77                    | 122                   | 28                    | 12                    | 52                    | 113                   | 46                    | 62                    |

### EPs
| Titre               | Détails                                                                                    | Classement des ventes | Classement des ventes | Classement des ventes | Classement des ventes | Classement des ventes | Classement des ventes | Classement des ventes |
| Titre               | Détails                                                                                    | ALL                   | É-U                   | FIN                   | JAP                   | P-B                   | R-U                   | SUÈ                   |
| ------------------- | ------------------------------------------------------------------------------------------ | --------------------- | --------------------- | --------------------- | --------------------- | --------------------- | --------------------- | --------------------- |
| A Change of Seasons | - Sortie : 19 septembre 1995 - Label : Elektra Records - Format(s) : CD, K7                | 50                    | 58                    | 17                    | 16                    | 39                    | 88                    | 13                    |
| Wither              | - Sortie : 15 septembre 2009 - Label : Roadrunner Records - Format(s) : CD, téléchargement | —                     | —                     | —                     | —                     | —                     | —                     | —                     |

## Films
| Titre                                                 | Détails                                                                            | Classement des ventes | Classement des ventes | Classement des ventes | Classement des ventes | Classement des ventes | Classement des ventes | Classement des ventes | Classement des ventes | Certifications |
| Titre                                                 | Détails                                                                            | ALL                   | AUT                   | É-U                   | FIN                   | ITA                   | NOR                   | P-B                   | SWE                   | Certifications |
| ----------------------------------------------------- | ---------------------------------------------------------------------------------- | --------------------- | --------------------- | --------------------- | --------------------- | --------------------- | --------------------- | --------------------- | --------------------- | -------------- |
| Images and Words: Live in Tokyo                       | - Sortie : 16 novembre 1993 - Label : Atlantic Records/East West - Format(s) : VHS | —                     | —                     | 13                    | —                     | —                     | —                     | —                     | —                     |                |
| 5 Years in a LIVEtime                                 | - Sortie : 16 octobre 1998 - Label : Atlantic Records/East West - Format(s) : VHS  | —                     | —                     | —                     | —                     | —                     | —                     | —                     | —                     |                |
| Metropolis 2000: Scenes from New York                 | - Sortie : 20 mars 2001 - Label : Elektra Records - Format(s) : VHS, DVD           | —                     | —                     | 5                     | 2                     | —                     | 1                     | —                     | —                     | : Or : Platine |
| Images and Words: Live in Tokyo/5 Years in a LIVEtime | - Sortie : 29 juin 2004 - Label : Rhino Records - Format(s) : DVD                  | —                     | —                     | 9                     | —                     | —                     | 3                     | —                     | —                     | : Platine      |
| Live at Budokan                                       | - Sortie : 5 octobre 2004 - Label : Atlantic Records - Format(s) : DVD, Blu-ray    | —                     | —                     | 4                     | 3                     | —                     | 9                     | —                     | —                     | : Platine      |
| Score                                                 | - Sortie : 29 août 2006 - Label : Rhino Records - Format(s) : DVD                  | —                     | 3                     | 1                     | 1                     | 2                     | 2                     | —                     | —                     | : Platine      |
| Chaos in Motion 2007-2008                             | - Sortie : 30 septembre 2008 - Label : Roadrunner Records - Format(s) : CD, DVD    | 37                    | —                     | 2                     | 22                    | 1                     | 1                     | 3                     | 16                    |                |
| Live At Luna Park                                     | - Sortie : 5 novembre 2013 - Label : Eagle Rock Entertainment - Format(s) : DVD    | —                     | —                     | —                     | —                     | —                     | —                     | —                     | —                     |                |
| Distant Memories Live In London                       | - Sortie : 27 novembre 2020 - Label : InsideOut Music - Format(s) : DVD            | —                     | —                     | —                     | —                     | —                     | —                     | —                     | —                     |                |

## Singles
| Année | Single                 | Classement des ventes | Classement des ventes | Classement des ventes | Classement des ventes | Album                                   |
| Année | Single                 | US Alt.               | US Main.              | JAP                   | R-U                   | Album                                   |
| ----- | ---------------------- | --------------------- | --------------------- | --------------------- | --------------------- | --------------------------------------- |
| 1989  | Status Seeker          | —                     | —                     | —                     | —                     | When Dream and Day Unite                |
| 1989  | Afterlife              | —                     | —                     | —                     | —                     | When Dream and Day Unite                |
| 1992  | Pull Me Under          | —                     | 10                    | —                     | —                     | Images and Words                        |
| 1992  | Another Day            | —                     | 22                    | —                     | —                     | Images and Words                        |
| 1993  | Take the Time          | —                     | 29                    | —                     | —                     | Images and Words                        |
| 1994  | The Silent Man         | —                     | —                     | —                     | —                     | Awake                                   |
| 1994  | Caught in a Web        | —                     | —                     | —                     | —                     | Awake                                   |
| 1994  | Lie                    | —                     | 38                    | —                     | 175                   | Awake                                   |
| 1997  | Burning My Soul        | —                     | 33                    | —                     | —                     | Falling into Infinity                   |
| 1997  | Hollow Years           | —                     | —                     | —                     | —                     | Falling into Infinity                   |
| 1997  | You Not Me             | —                     | 40                    | —                     | —                     | Falling into Infinity                   |
| 1999  | Home                   | —                     | —                     | —                     | —                     | Metropolis Part 2: Scenes from a Memory |
| 2000  | Through Her Eyes       | —                     | —                     | 72                    | —                     | Metropolis Part 2: Scenes from a Memory |
| 2003  | As I Am                | —                     | —                     | —                     | —                     | Train of Thought                        |
| 2007  | Constant Motion        | —                     | —                     | —                     | —                     | Systematic Chaos                        |
| 2008  | Forsaken               | —                     | —                     | —                     | —                     | Systematic Chaos                        |
| 2009  | A Rite of Passage      | —                     | —                     | —                     | —                     | Black Clouds and Silver Linings         |
| 2009  | Wither                 | 4                     | —                     | —                     | —                     | Black Clouds and Silver Linings         |
| 2011  | On the Backs of Angels | —                     | —                     | —                     | —                     | A Dramatic Turn of Events               |

## Clips vidéo
| Année | Titre                  | Directeur          | Album                           |
| ----- | ---------------------- | ------------------ | ------------------------------- |
| 1992  | Pull Me Under          | David Roth         | Images and Words                |
| 1992  | Another Day            | Chris Painter,     | Images and Words                |
| 1993  | Take the Time          | Chris Painter,     | Images and Words                |
| 1994  | Lie                    | Ralph Ziman        | Awake                           |
| 1994  | The Silent Man         | Pamela Birkhead    | Awake                           |
| 1997  | Hollow Years           | Axel Baur          | Falling into Infinity           |
| 2007  | Constant Motion        | Andrew Bennett     | Systematic Chaos                |
| 2008  | Forsaken               | Yasufumi Soejima   | Systematic Chaos                |
| 2009  | A Rite of Passage      | Ramon Boutiviseth, | Black Clouds and Silver Linings |
| 2009  | Wither                 | Ramon Boutiviseth, | Black Clouds and Silver Linings |
| 2011  | On the Backs of Angels | Ramon Boutiviseth, | A Dramatic Turn of Events       |

## Collaborations
| Année | Chanson | Album                     |
| ----- | ------- | ------------------------- |
| 2010  | Raw Dog | Musique de God of War III |

## Publications de fans
| Année | Titre                                   | Format | Description |
| ----- | --------------------------------------- | ------ | --- |
| 1996  | International Fanclub Christmas CD      | CD     | Compilation de reprises exclusives + messages du groupe |
| 1997  | International Fanclub Christmas CD 1997 | CD     | Versions remixées des chansons de l'album Falling into Infinity |
| 1998  | Once In A LIVEtime Outtakes             | CD     | Chansons non utilisées pour l'album Once in a LIVEtime |
| 1999  | Cleaning Out The Closet                 | CD     | Compilation de chansons studio non publiées |
| 2000  | Scenes From A World Tour                | CD     | Enregistrements de chansons pendant des concerts de la tournée mondiale pour l'album Metropolis Part 2: Scenes from a Memory                                          |
| 2002  | Taste The Memories                      | CD     | Enregistrements de chaque chanson de l'album Images and Words dans l'ordre pendant des concerts de 1992 et 1993, ainsi qu'une version complète de A Change of Seasons |
| 2003  | Graspop Festival 2002                   | CD     | Programmation complète du Graspop Festival de 2002 en Belgique |
| 2004  | A Sort of Homecoming                    | CD     | - |
| 2005  | A Walk Beside The Band                  | DVD    | Interviews, coulisses et enregistrements en concerts de la tournée européenne de 2005                                                                                 |
| 2006  | Romavarium                              | DVD    | Concert à Rome, le 31 octobre 2005 |

## Bootlegs officiels
| Année | Titre                                    | Type     |
| ----- | ---------------------------------------- | -------- |
| 2003  | The Majesty Demos 1985–1986              | Démos    |
| 2003  | Los Angeles, California 5/18/98          | Live     |
| 2003  | The Making of Scenes from a Memory       | Studio   |
| 2004  | When Dream and Day Unite Demos 1987-1989 | Démos    |
| 2004  | Tokyo, Japan 10/28/95                    | Live     |
| 2004  | Master of Puppets                        | Reprises |
| 2005  | Images and Words Demos 1989–1991         | Démos    |
| 2005  | The Number of the Beast                  | Reprises |
| 2005  | When Dream and Day Reunite               | Live     |
| 2005  | When Dream and Day Reunite DVD           | Live     |
| 2006  | Awake Demos 1994                         | Démos    |
| 2006  | Old Bridge, New Jersey 12/14/96          | Live     |
| 2006  | The Dark Side of the Moon                | Reprises |
| 2006  | The Dark Side of the Moon DVD            | Reprises |
| 2007  | New York City 3/4/93                     | Live     |
| 2007  | Falling into Infinity Demos              | Démos    |
| 2007  | Made in Japan                            | Reprises |
| 2007  | Bucharest, Romania 7/4/02 DVD            | Live     |
| 2009  | The Making of Falling Into Infinity      | Studio   |
| 2009  | Train of Thought Instrumental Demos 2003 | Démos    |
| 2009  | Uncovered 2003-2005                      | Reprises |
| 2009  | Santiago, Chile 12/6/05 DVD              | Live     |